# Mucronea perfoliata
Mucronea perfoliata là một loài thực vật có hoa trong họ Rau răm. Loài này được (A. Gray) A. Heller mô tả khoa học đầu tiên năm 1905.